# Episodi di NCIS - Unità anticrimine (prima stagione)
La prima stagione della serie televisiva NCIS - Unità anticrimine è stata trasmessa in prima visione negli Stati Uniti d'America da CBS dal 23 settembre 2003 al 25 maggio 2004.
In Italia è stata trasmessa in prima visione da Rai 2 dal 10 gennaio al 21 marzo 2005.
I due episodi pilota, La regina di ghiaccio e Catastrofe annunciata, sono in realtà gli episodi 20 e 21 dell'ottava stagione della serie televisiva JAG - Avvocati in divisa, serie dalla quale NCIS è nata come spin-off.
| nº | Titolo originale       | Titolo italiano       | Prima TV USA      | Prima TV Italia  |
| -- | ---------------------- | --------------------- | ----------------- | ---------------- |
| 0  | Ice Queen              | La regina di ghiaccio | 22 aprile 2003    | 30 novembre 2003 |
| 0  | Meltdown               | Catastrofe annunciata | 29 aprile 2003    | 30 novembre 2003 |
| 1  | Yankee White           | Air Force One         | 23 settembre 2003 | 10 gennaio 2005  |
| 2  | Hung Out to Dry        | Parola d’ordine       | 30 settembre 2003 | 10 gennaio 2005  |
| 3  | Sea Dog                | Lupo di mare          | 7 ottobre 2003    | 11 gennaio 2005  |
| 4  | The Immortals          | Gli immortali         | 14 ottobre 2003   | 11 gennaio 2005  |
| 5  | The Curse              | La maledizione        | 28 ottobre 2003   | 17 gennaio 2005  |
| 6  | High Seas              | Sotto pressione       | 4 novembre 2003   | 17 gennaio 2005  |
| 7  | Sub Rosa               | Salvate le balene     | 18 novembre 2003  | 24 gennaio 2005  |
| 8  | Minimum Security       | Minima sicurezza      | 25 novembre 2003  | 24 gennaio 2005  |
| 9  | Marine Down            | La telefonata         | 16 dicembre 2003  | 31 gennaio 2005  |
| 10 | Left for Dead          | Sepolta viva          | 6 gennaio 2004    | 7 febbraio 2005  |
| 11 | Eye Spy                | Il grande occhio      | 13 gennaio 2004   | 7 febbraio 2005  |
| 12 | My Other Left Foot     | La rosa di Kate       | 3 febbraio 2004   | 14 febbraio 2005 |
| 13 | One Shot, One Kill     | Il cecchino           | 10 febbraio 2004  | 14 febbraio 2005 |
| 14 | The Good Samaritan     | Il buon samaritano    | 17 febbraio 2004  | 21 febbraio 2005 |
| 15 | Enigma                 | Enigma                | 24 febbraio 2004  | 21 febbraio 2005 |
| 16 | Bête Noire             | Bestia nera           | 2 marzo 2004      | 28 febbraio 2005 |
| 17 | The Truth Is Out There | Verità nascoste       | 16 marzo 2004     | 28 febbraio 2005 |
| 18 | UnSEALed               | Braccato              | 6 aprile 2004     | 7 marzo 2005     |
| 19 | Dead Man Talking       | Un bacio speciale     | 27 aprile 2004    | 7 marzo 2005     |
| 20 | Missing                | Scomparso             | 4 maggio 2004     | 14 marzo 2005    |
| 21 | Split Decision         | Segreti               | 11 maggio 2004    | 14 marzo 2005    |
| 22 | A Weak Link            | L’incidente           | 18 maggio 2004    | 21 marzo 2005    |
| 23 | Reveille               | Doppia identità       | 25 maggio 2004    | 21 marzo 2005    |

## Air Force One
- Titolo originale: Yankee White
- Diretto da: Donald P. Bellisario
- Scritto da: Donald P. Bellisario

### Trama
Un ufficiale della marina addetto alla custodia della nuclear football muore a bordo dell'Air Force One dopo aver pranzato con il presidente, apparentemente per un ictus cerebrale. Il coroner impedisce la rimozione del cadavere fino all'analisi del medico legale, mentre l'agente dei servizi segreti Kate Todd (in servizio di sicurezza sull'aereo) e l'agente FBI Tobias Fornell litigano sulla competenza del caso. Arriva quindi il dottor Mallard, con Gibbs e DiNozzo che si fingono suoi assistenti. Fatti scendere gli agenti FBI dall'aereo, Kate scopre che i tre non sono della polizia locale ma Gibbs la convince a collaborare con l'NCIS e lei fa partire il velivolo verso Washington. In volo iniziano le indagini, senza successo. L'autopsia e le analisi che seguono non rilevano tossine e la morte sembra un ictus naturale. Gibbs non è convinto e chiede a Kate di farlo imbarcare per il proseguimento del volo presidenziale, che durante le indagini continua sul velivolo di riserva. La scoperta della morte con gli stessi sintomi di un altro ufficiale al momento in malattia, anch'egli addetto alla valigetta e che aveva una storia con Kate, spinge ad analisi speciali che rilevano una tossina che provoca l'ictus. Gibbs intuisce che l'omicidio potesse essere parte di un attentato, costringendo a spostare il presidente sul velivolo di riserva, nel quale è più facile accedere all'armeria. Mentre un'altra emergenza medica crea confusione a bordo, Gibbs ferma un giornalista che ha preso un'arma e cerca di avvicinarsi allo studio del presidente. Al termine della missione, Kate si dimette dai servizi segreti per avere violato la regola che impedisce relazioni sul lavoro, e viene invitata da Gibbs a entrare nell'NCIS.
- Guest star: Sasha Alexander (Kate Todd), Gerry Becker (Agente Servizi Segreti William Baer), Joe Spano (Tobias Fornell), Gary Grubbs, Lawrence Pressman, Gregory Itzin (Direttore FBI), Dane Northcutt (Maggiore Timothy Kerry), Gerald Downey (Comandante Ray Trapp), Robert Bagnell (Leonard Rish), Gerald McCullouch (Agente FBI), Pancho Demmings (Gerald Jackson), Michael Adler (Capitano Burger), Steve Bridges (Presidente George W. Bush), Alan Dale (Direttore NCIS Tom Morrow).

- Ascolti USA: telespettatori 13 040 000[2]

## Parola d'ordine
- Titolo originale: Hung Out to Dry
- Diretto da: Alan J. Levi
- Scritto da: Don McGill

### Trama
Durante un'esercitazione di lancio, il paracadute di un marine non si apre e l'uomo si schianta sul tettuccio della macchina parcheggiata di due adolescenti che si erano appartati in un luogo tranquillo in cerca di intimità. Il team NCIS raggiunge la scena del crimine per determinare se la morte del marine sia stata accidentale o se si sia trattato di un omicidio. Alla squadra si aggiunge l'agente Todd.
- Special guest star: Patrick Labyorteaux (Bud Roberts)
- Guest star: James MacDonald (Capitano Faul), Rick Pasqualone (Caporale Paul Dafelmair), Dave Power (Caporale Dave Ramsey), Chaney Kley (Caporale Paul Brinkman), Keith Diamond (Sergente Gregory Nutt), Julie Gonzalo (Sarah Schaefer), Brandon Davis (Jimmy), Pancho Demmings (Gerald Jackson), Lee Reherman (Sergente Tuers).

- Ascolti USA: telespettatori 12 080 000[3]

## Lupo di mare
- Titolo originale: Seadog
- Diretto da: Bradford May
- Scritto da: John C. Kelley e Donald P. Bellisario

### Trama
Il corpo di un comandante della marina viene portato a riva dalle onde, insieme a quelli di due trafficanti di droga. Ma l'agente speciale Gibbs si rifiuta di credere che l'ufficiale ucciso sia implicato in qualcosa di sporco.
- Guest star: Joe Spano (Tobias Fornell), William R. Moses, Gregory Itzin (Direttore FBI), Joe Torry, Benny Nieves, Elena Lyons, Merle Dandridge, Dempsey Pappion, Sam Sarpong, Mark Holton, Chris Olivero, Pancho Demmings, Emilie De Ravin, Jodi Bianca Wise, Homie Doroodian
- Special Guest: Alan Dale (Direttore NCIS Tom Morrow)

- Ascolti USA: telespettatori 11 260 000

## Gli immortali
- Titolo originale: The Immortals
- Diretto da: Alan J. Levi
- Scritto da: Darcy Meyers

### Trama
Il team NCIS viene chiamato a investigare sul ritrovamento sul fondo dell'oceano di un giovane marinaio in alta uniforme, con tanto di spada cerimoniale. Presto scoprono che il giovane era fissato con un gioco di ruolo in stile “Wizards and Warriors” e così devono capire quanto avanti si spingeva la sua ossessione con li gioco e fino a dove sarebbe stato disposto ad arrivare per vendicarsi del suo arcinemico, un altro marinaio suo collega.
- Guest star: Mark Sivertsen, Kieran Mulroney, Julian Bailey, Brooks Almy, Elizabeth Morehead, David Andriole Corrigan, Yvonne Delarosa

- Ascolti USA: telespettatori 11 700 000[4]

## La maledizione
- Titolo originale: The Curse
- Diretto da: Terrence O'Hara
- Scritto da: Don McGill, Jeff Vlaming e Donald P. Bellisario

### Trama
L'NCIS viene chiamata a investigare su un corpo mummificato trovato all'interno di un aereo. Ben presto scoprono che il marinaio era addetto ai pagamenti di una nave e che questi aveva rubato.
- Guest star: David Ramsey, Melora Hardin, Jim Pirri, Lauren Bowles, Robert Pine, Tommy Hinkley

- Ascolti USA: telespettatori 13 500 000

## Sotto pressione
- Titolo originale: High Seas
- Diretto da: Dennis Smith
- Scritto da: Jeff Vlaming e Larry Moskowitz

### Trama
Due militari della marina della stessa nave vanno in overdose da metanfetamine, a dispetto del fatto che affermino di non aver mai fatto uso di droghe.
- Guest star: Joel Gretsch, Charlie Hofheimer, Carlos Gomez, Jonathan T. Floyd, Anson Scoville, Sal Landi, Corbin Allred, Robert Baker, Larry Sullivan, John Littlefield, Pancho Demmings

- Ascolti USA: telespettatori 11 770 000

## Salvate le balene
- Titolo originale: Sub Rosa
- Diretto da: Michael Zinberg
- Scritto da: George Schenck e Frank Cardea

### Trama
Gibbs e Todd indagano sulla possibilità che ci sia un impostore a bordo di un sottomarino nucleare. In questo episodio compare per la prima volta l'agente Timothy McGee, appena assunto dall'NCIS.
- Guest star: Peter Onorati, Sean Murray, Glenn Morshower, Ben Murphy, Michael Lowry, James Black, Eric Ladin, David Monahan, J. Robin Miller, Pancho Demmings, Mike Scriba, David O'Donnell

- Ascolti USA: telespettatori 13 210 000

## Minima sicurezza
- Titolo originale: Minimum Security
- Diretto da: Ian Toynton
- Scritto da: Philip DeGuere Jr. e Donald P. Bellisario

### Trama
Una morte misteriosa conduce Gibbs a Guantanamo Bay, dove la squadra fa conoscenza con l'Agente speciale Paula Cassidy.
- Guest star: Erick Avari, Jessica Steen, Kevin McCorkle, Michael Shamus Wiles, Pancho Demmings, Heath Freeman

- Ascolti USA: telespettatori 12 710 000[5]

## La telefonata
- Titolo originale: Marine Down
- Diretto da: Dennis Smith
- Scritto da: John C. Kelly

### Trama
Un marine, dato per morto in combattimento, si mette in contatto con la sua presunta vedova.
- Ascolti USA: telespettatori 12 030 000

## Sepolta viva
- Titolo originale: Left for Dead
- Diretto da: James Whitmore Jr.
- Scritto da: Don McGill e Donald P. Bellisario

### Trama
Una donna riemersa dalla tomba dopo essere stata sepolta viva, attira l'attenzione di Gibbs e della sua squadra quando, pur soffrendo di amnesia, dice di ricordare qualcosa in merito a una bomba nascosta su una nave militare.
- Guest star: Sherilyn Fenn (Suzzanne McNeil), Derek De Lint, Kenneth Tigar, Norbert Weisser, Jim Rash (dott. Joel Sanderson), Al Espinosa, Pancho Demmings, Asante Jones

- Ascolti USA: telespettatori 14 510 000[6]

## Il grande occhio
- Titolo originale: Eye Spy
- Diretto da: Alan J. Levi
- Scritto da: George Schenck, Frank Cardea e Dana Coen

### Trama
Un operatore della CIA assiste involontariamente all'omicidio di un ufficiale, mentre utilizza un satellite per spiare una donna nuda che prende il sole in una base della marina. Il giovane segnala anonimamente il fatto, ma con l'aiuto di McGee la squadra di Gibbs lo individua e convince la CIA a fornire i dettagli per evitare lo scandalo, in quanto l'agenzia non è autorizzata ad operare in suolo statunitense. La vittima stava collaudando l'unico prototipo esistente di un nuovo sonar manuale e si ritiene che il fabbricante possa essere coinvolto, in quanto il prototipo non era perfetto e la sua scomparsa avrebbe fornito un pretesto per guadagnare tempo senza far saltare il contratto con la marina. Gli indizi portano però Gibbs a sospettare della moglie della vittima e con l'aiuto di un satellite spia, manovrato da un amico di Abby che lavora alla NASA, la squadra la segue fino al nascondiglio dove essa aveva occultato le prove dell'omicidio.
- Ascolti USA: telespettatori 14 000 000[7]

## La rosa di Kate
- Titolo originale: My Other Left Foot
- Diretto da: Jeff Woolnough
- Scritto da: Jack Bernstein

### Trama
In un paesino della West Virginia viene ritrovata la gamba di un marine, che agli atti risulterebbe però essere morto due anni prima. La dottoressa del paese l'aveva visto morire d'infarto ed essendo medico legale, non aveva ritenuto necessaria l'autopsia e aveva consentito la cremazione del cadavere, che era stato inoltre identificato dalla sorellastra della vittima. La scoperta della scomparsa di un commilitone della vittima, due anni prima, e dell'esistenza di un'assicurazione sulla vita a carico del marine fanno però sospettare una truffa. Durante la perquisizione dell'abitazione la dottoressa viene trovata in casa della sorellastra della vittima, e quest'ultima confessa: il medico era in realtà sua madre e aveva organizzato la truffa assicurativa, uccidendo e facendo cremare il commilitone due anni prima, e uccidendo di recente il figliastro. Quasi tutte le parti restanti del cadavere vengono rinvenute tra i rifiuti nei paesi vicini.
- Guest star: Stacy Haiduk, Bonnie Bartlett (dott.ssa Sylvia Chalmers), Terry Rhoads, Dean Norris (sergente Vesta), Tony Pasqualini, Tom McCleister (capitano Brent Peters), Josh Holloway (sceriffo)

## Il cecchino
- Titolo originale: One Shot, One Kill
- Diretto da: Peter Ellis
- Scritto da: Gil Grant

### Trama
Un cecchino sta uccidendo i reclutatori dei marines. Gibbs come reclutatore e Kate come capitano, si travestono da marines per fare da esca, sperando che avrebbe tentato di uccidere Gibbs e catturarlo. La trappola funziona. Il cecchino si scopre essere un uomo che tempo prima era stato rifiutato dai marines e ora uccideva i reclutatori per vendetta personale.
- Ascolti USA: telespettatori 13 180 000

## Il buon samaritano
- Titolo originale: The Good Samaritan
- Diretto da: Alan J. Levi
- Scritto da: Jack Bernstein

### Trama
I corpi nudi e legati di giovani ufficiali della marina vengono scoperti nei pressi della strada che porta a Norfolk. La Squadra deve indagare assieme allo sceriffo locale, i primi sospetti portano alla moglie della seconda vittima che però ha un alibi, le indagini proseguono e scoprono che la prima vittima ha sporto un reclamo contro una collega per molestie sessuali. La dottoressa in questione è anche il medico della prima sospettata e quando si scoprono ulteriori indizi e prove si arriva ad una sorprendente verità.
- Ascolti USA: telespettatori 13 490 000

## Enigma
- Titolo originale: Enigma
- Diretto da: Thomas J. Wright
- Scritto da: John C. Kelley

### Trama
L'ex ufficiale comandante di Gibbs, assente senza permesso dall'Iraq, ottiene il suo aiuto per svelare un pericoloso complotto.
- Ascolti USA: telespettatori 12 140 000[8]

## Bestia nera
- Titolo originale: Bête noire
- Diretto da: Peter Ellis
- Scritto da: Donald P. Bellisario

### Trama
Un terrorista sconosciuto entra nella sala autopsia dell'NCIS in un sacco per cadaveri e, senza farsi notare, prende in ostaggio Ducky e l'assistente Gerald. Il terrorista obbliga Ducky a far credere che la sala autopsie sia isolata per rischio infezione e chiede di farsi consegnare le prove sequestrate dalla squadra dopo la morte di un altro terrorista, ucciso da Gibbs. Kate su richiesta del dottore porta i reperti in sala autopsia e viene anch'essa rapita, inoltre l'infiltrato spara a Gerald nella spalla per obbligare i suoi ostaggi a collaborare. Gibbs intuisce la presenza di problemi e, individuato l'intruso, richiede l'intervento della squadra HRT. Il misterioso terrorista invita Gibbs in sala autopsie e provoca uno scontro a fuoco nel quale ferisce l'agente e viene colpito due volte al petto. Riesce però a salvarsi grazie a un giubbotto antiproiettile e fugge nella confusione seguente l'irruzione della squadra speciale, grazie anche alla complicità di alcuni membri dell'HRT.
- Ascolti USA: telespettatori 12 820 000[9]

## Verità nascoste
- Titolo originale: The Truth is Out There
- Diretto da: Dennis Smith
- Scritto da: Jack Bernstein

### Trama
Il corpo senza vita di un giovane ufficiale viene ritrovato nei bagni di una festa rave clandestina e si scopre che il giovane è stato investito nel parcheggio antistante. Gibbs trova una somma di contanti sproporzionata nell'appartamento della vittima, che era stato perquisito infruttuosamente da ignoti prima dell'arrivo degli agenti. I commilitoni che erano con lui alla festa raccontano di averlo visto andare via con una donna, ma l'indagine stagna e Gibbs porta la squadra a riesaminare con più accuratezza lo spazio circostante il parcheggio del locale dove si è tenuto il rave. Si scopre che la vittima era mascherata mentre è stata investita, e stava facendo uno scherzo ad uno dei commilitoni, con la complicità degli altri. Mentre l'obiettivo dello scherzo era appartato in auto con una squillo loro complice, la vittima si è avvicinata all'auto mascherata da alieno e il giovane in macchina, in preda al panico, ha tentato di fuggire investendolo. Sembrerebbe un incidente, ma Gibbs scopre che l'omicida sapeva della cifra in possesso del morto e che aveva in realtà architettato lo scherzo verso sé stesso, per avere un'occasione di uccidere il commilitone e impadronirsi dei soldi, una eredità che la vittima aveva da poco ricevuto.
- Ascolti USA: telespettatori 13 290 000

## Braccato
- Titolo originale: UnSEALed
- Diretto da: Peter Ellis
- Scritto da: Thomas L. Moran

### Trama
Un ex Navy SEAL, condannato per aver ucciso sua moglie e un antennista che era in casa con lei, evade da Leavenworth. La squadra di Gibbs, con l'aggiunta di McGee, mette sotto sorveglianza la casa dei genitori, con i quali si trova il figlio dell'evaso, ma questi di notte riesce a sorprendere e immobilizzare Kate, senza farsi notare da McGee all'esterno, per passare del tempo con il figlio. Quando McGee lancia l'allarme e libera Kate, i due riescono a ferire il fuggitivo, ma non a catturarlo. Kate è convinta che il ricercato sia innocente, e indagando sul passato di sua moglie capiscono che il motivo dell'omicidio sia il tradimento di quest'ultima non con l'antennista, ma con la moglie del comandante di suo marito, e che l'omicidio sia stato commesso proprio dal comandante. La squadra tende una trappola al fuggitivo, con Kate che impersona la moglie del comandante e fa da esca, fermando l'evaso prima che possa ucciderla per vendicarsi.
- Ascolti USA: telespettatori 10 830 000

## Un bacio speciale
- Titolo originale: Dead Man Talking
- Diretto da: Dennis Smith
- Scritto da: George Schenck e Frank Cardea

### Trama
Il cadavere dell'agente speciale dell'NCIS Christopher Pacci viene ritrovato nell'ascensore di un palazzo, ucciso da un colpo di pistola al collo e poi sventrato. Pacci aveva chiesto in precedenza l'aiuto di Gibbs su un vecchio caso, ma questi era troppo impegnato per aiutarlo: si scopre che l'agente aveva chiesto a McGee il fascicolo sul capitano di corvetta Hamilton Voss, il quale aveva sottratto alcuni milioni alla marina ma risultava essere morto prima del processo. L'indagine rivela che Pacci, quando è stato ucciso, stava pedinando una donna di nome Amanda Reed, le cui foto erano in una scheda SD rinvenuta nel suo esofago. La squadra mette sotto osservazione la casa della donna e DiNozzo la avvicina, flirtando con lei per avere informazioni. Le analisi di Abby rivelano che lei e il tenente Voss (il quale evidentemente non era morto) sono la stessa persona: DiNozzo viene avvisato mentre si trova con l'uomo travestito da donna in un pub e tenta di fermarla dopo averlo baciato, ma di fronte alla pistola gli avventori del locale immobilizzano sia lui che McGee, mentre cerca di soccorrere Tony. Amanda/Voss estrae la pistola dalla borsa e cerca di dileguarsi, all'ingresso viene bloccata da Gibbs che le sbuca innanzi puntandole la pistola alla testa, dicendole il nome dell'agente che aveva brutalmente ucciso e il fatto che fosse un suo amico. Al suo tentativo di reazione, Gibbs per legittima difesa le spara in testa a bruciapelo uccidendola.  Kate prende in giro DiNozzo per aver baciato un uomo.
- Ascolti USA: telespettatori 11 640 000

## Scomparso
- Titolo originale: Missing
- Diretto da: Jeff Woolnough
- Scritto da: John C. Kelley

### Trama
Indagando sulla scomparsa di un marine artificiere esperto anche di bombe nucleari, si scopre che negli anni precedenti sono scomparsi quasi tutti i membri della squadra nella quale operava quando era alle Filippine, molti anni prima, ma i casi sono stati tutti archiviati come diserzione e mai collegati fra loro. Un membro della squadra congedato dai marine è stato trovato dalla polizia alcuni anni prima nelle fognature, morto e incatenato. L'unico ancora vivo è l'attuale superiore dello scomparso, che si sospetta sia l'assassino. Mentre Tony lo pedina, viene anch'egli rapito e portato insieme allo scomparso, che è incatenato nelle fognature in compagnia di un cadavere in avanzato stato di decomposizione. Il superiore scende nella fognatura e viene raggiunto dall'NCIS, ma si scopre che non è il colpevole ed è lì solo per cercarli e salvare il marine. Viene colpito davanti a Tony dalla vera assassina, una donna in cerca di vendetta: era infatti l'unica superstite di un gruppo di donne fidanzate dei soldati scomparsi, imbarcate clandestinamente in un container da questi ultimi al tempo dell'abbandono dell'arcipelago e morte di inedia durante il viaggio a causa della negligenza dei militari.
- Ascolti USA: telespettatori 10 130 000

## Segreti
- Titolo originale: Split Decision
- Diretto da: Terrence O'Hara
- Scritto da: Bob Gookin

### Trama
Un marine viene ritrovato ucciso da un'arma anticarro e le indagini conducono l'NCIS ad un gruppo di milizia territoriale.
- Ascolti USA: telespettatori 11 070 000

## L'incidente
- Titolo originale: A Weak Link
- Diretto da: Alan J. Levi
- Scritto da: Jack Bernstein

### Trama
Un Navy SEAL cade da una scarpata a causa della rottura di un moschettone sostituito con uno debole. Un omicidio, alla vigilia di una missione top secret di primaria importanza. L'NCIS ha meno di due giorni per trovare il colpevole e capire se la missione è stata sabotata nel cui caso deve essere annullata.
- Ascolti USA: telespettatori 10 390 000

## Doppia identità
- Titolo originale: Reveille
- Diretto da: Thomas J. Wright
- Scritto da: Donald P. Bellisario

### Trama
La determinazione di Gibbs nel rintracciare il terrorista che aveva sequestrato Ducky, Kate e Gerald (ferendo quest'ultimo) diventa l'ossessione dell'intera squadra. Grazie ai dettagli notati dal dottor Mallard mentre era tenuto in ostaggio (parlata inglese, conoscenze mediche), McGee affina le ricerche e riesce ad individuarlo in un database di laureati in medicina in Inghilterra: è un israelo-palestinese di nome Ari Haswari. Questi intanto si trova a Washington con un gruppo terroristico, che progetta di costringere ad un atterraggio di emergenza il Marine One per sequestrare il presidente degli Stati Uniti. Allo scopo Ari fa rapire Kate, le cui conoscenze sulla sicurezza presidenziale serviranno a distinguere l'elicottero presidenziale dagli altri due identici velivoli del HMX-1 che lo accompagnano. Mentre i due si trovano insieme nella base del gruppo e i complici sono partiti, Ari uccide l'unica terrorista rimasta con loro e rivela a Kate di essere un agente infiltrato del Mossad. Il gruppo terroristico viene fermato e Ari, prima di tornare in Medio Oriente, accetta l'invito di Gibbs per un incontro faccia a faccia nella sala autopsie dell'NCIS dove, dopo un breve confronto, l'ex marine desideroso di vendetta gli spara ad una spalla, sostenendo che renderà la sua copertura più credibile quando tornerà da Al Qaida.
- Ascolti USA: telespettatori 10 860 000